# Bảo Quang
Bảo Quang là một xã thuộc thành phố Long Khánh, tỉnh Đồng Nai, Việt Nam.
Xã Bảo Quang có diện tích 35,15 km², dân số năm 1999 là 7.833 người, mật độ dân số đạt 223 người/km².

## Hành chính
Xã Bảo Quang được chia thành 5 ấp: 18 Gia Đình, Bàu Cối, Lác Chiếu, Ruộng Tre, Thọ An.